# Werner Polón

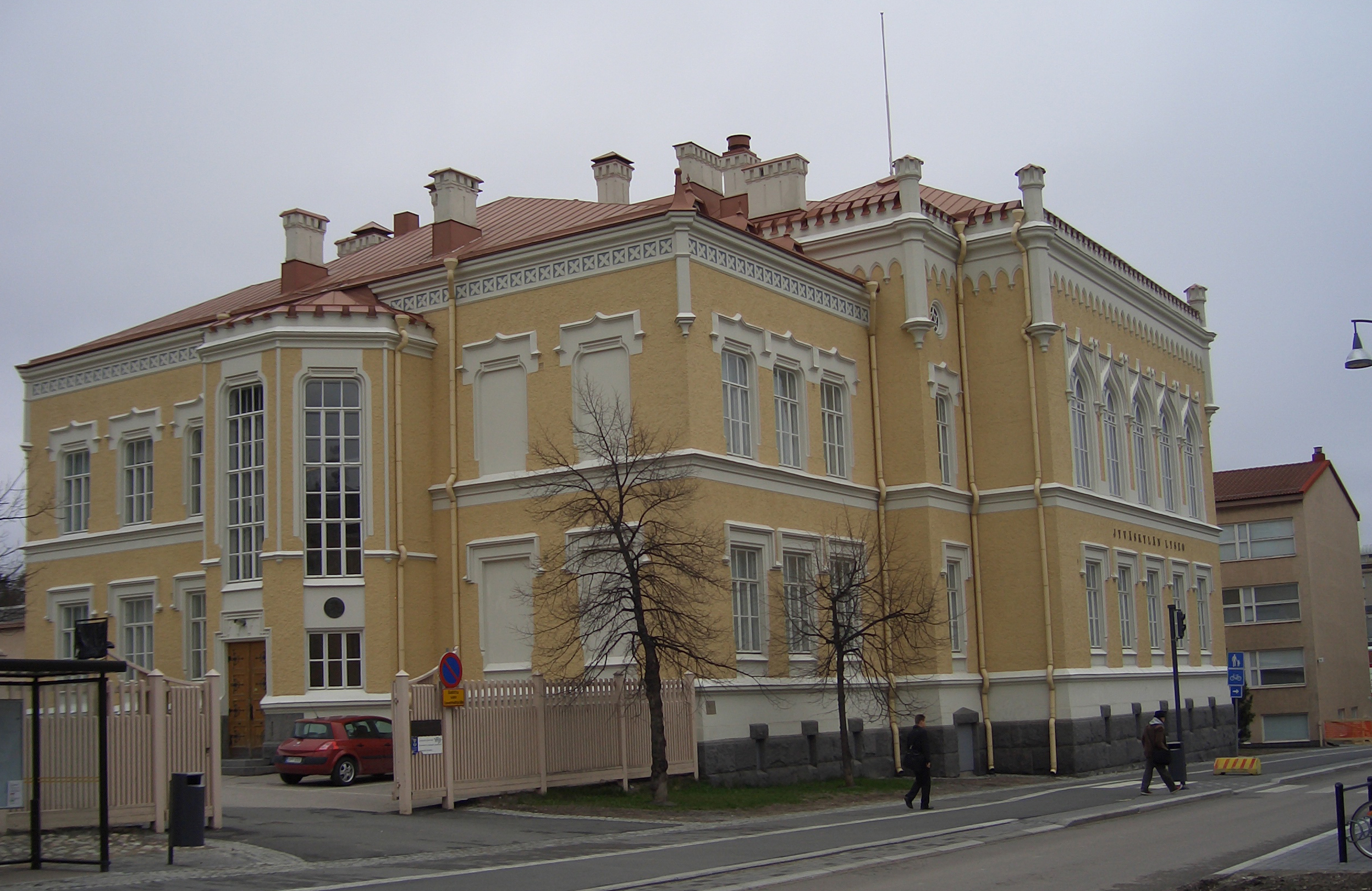
Jyväskylä klassiska lyceum.

Karl Werner Polón, född 26 februari 1863 i Hollola, död 23 januari 1906 i Helsingfors, var en finländsk arkitekt. Han var bror till Eduard Polón. 
Efter examen från Polytekniska institutet i Helsingfors 1884 blev Polón extra arkitekt vid Överstyrelsen för allmänna byggnaderna, där han var verksam till sitt frånfälle. Han studerade dock vid tekniska högskolan i Hannover 1891–1892. Under hans ledning byggdes bland annat Sordavala skola, länsfängelset i S:t Michel, Fagernäs dårhus i Kuopio, Blindskolan i Helsingfors, lärarseminariet i Brahestad (1899) och Jyväskylä klassiska lyceum (1912–1913). Han drev också en arkitektbyrå tillsammans med Georg Wasastjerna från 1897 och tillsammans ritade de bland annat Hartwalls hus vid Kalevagatan 16 (1903) samt en rad bostadshus i jugend, däribland Kronbergsgatan 3 (1903), Lönnrotsgatan 7 (1905) samt Kalevagatan 7 (1904), allt i Helsingfors.